# Myxodagnus macrognathus
Myxodagnus macrognathus är en fiskart som beskrevs av Hildebrand, 1946. Myxodagnus macrognathus ingår i släktet Myxodagnus och familjen Dactyloscopidae. IUCN kategoriserar arten globalt som livskraftig. Inga underarter finns listade i Catalogue of Life.